# Politécnico de Singapura
O Politécnico de Singapura (Abreviação: SP; Chinês: 新加坡理工學院), o primeiro politécnico estabelecido na Singapura, foi fundado em 1954. O antigo espaço estava originalmente localizado na Prince Edward Road. Em 1978, foi deslocado para a sua localização actual, na Dover Direita, próximo da Estação Dover MRT.
A partir de 2008, mais de 130 mil estudantes tiveram graduação do Politécnico de Singapura.

## Escolas e Departamentos Académicos
O Politécnico de Singapura tem 8 escolas académicas e 3 departamentos académicos:

## Escola da Construção do Ambiente (BE)
A Escola da Construção do Ambiente tem divisões de Arquitectura, Construção e Engenharia Civil.
A Escola proporciona uma aprendizagem centrada nos estudantese e ntred learning e a formação basicamente ampla para preparar os graduados que sejam criativos, inovativos e empresariais.
Estes competentes, versáteis e qualificados graduados são então capazes de responder aos desafios na indústria e profissões auxiliando arquitectos, gestores de eventos, arquitectos paisagísticos, construtores, supervisores de quantidade, gestores de instalações e propriedades ou engenheiros civis ou estructurais no meio da gestão.

## Escola dos Negócios

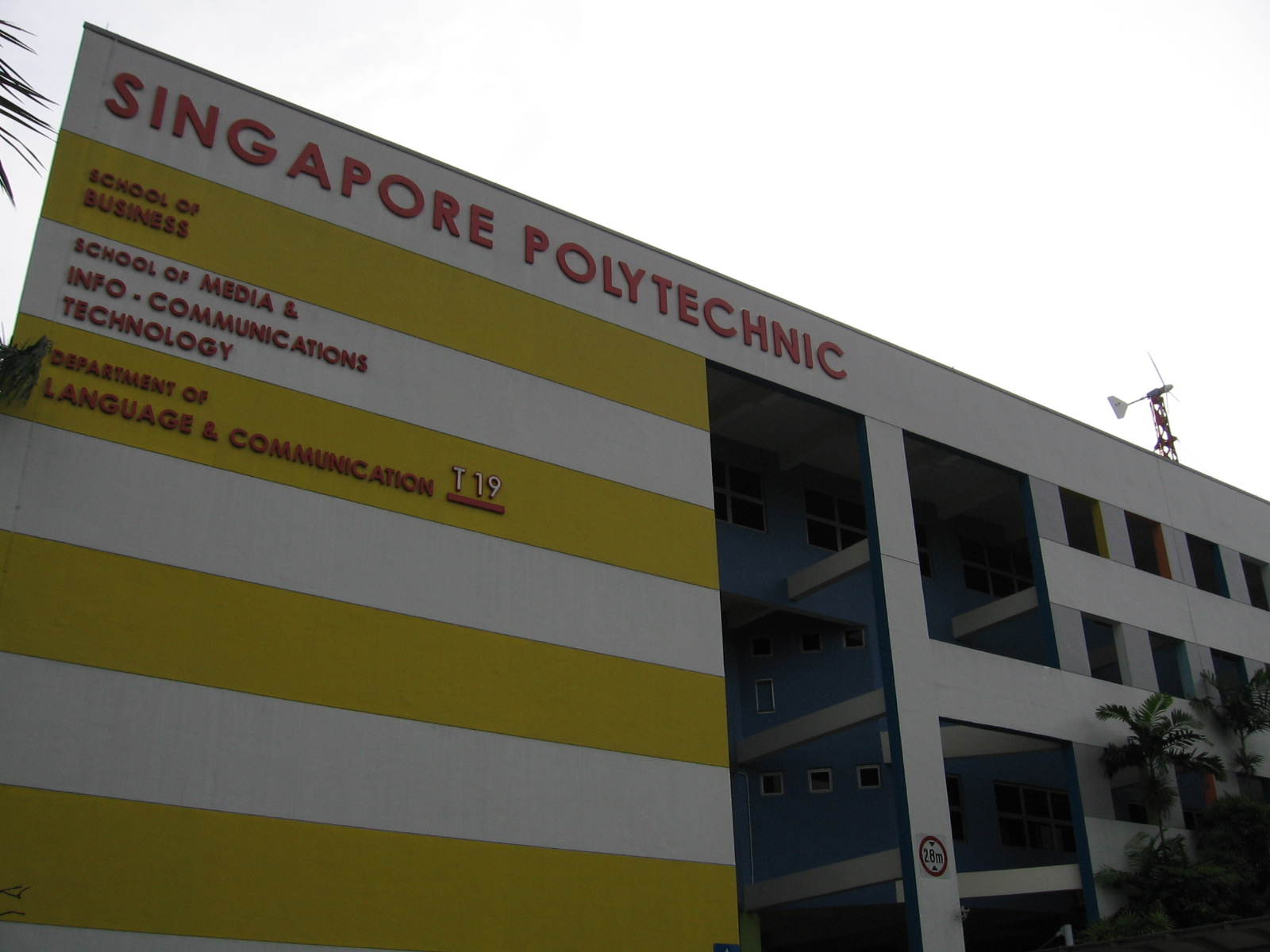
Escola dos Negócios

A Escola dos Negócios iniciou com um começo humilde com apenas 280 estudantes e menos de 30 docentes em 1986. A mudança em nome de Departamento de Administração de Empresas para Escola dos Negócios neste novo milénio é significante. O novo nome reflecte mais o que a Escola é actualmente.

## Escola das Ciências Químicas e de Vida (CLS)
- Diploma em Biotecnologia (DBT) 
  - Biotecnologia
  - Bio-Informática

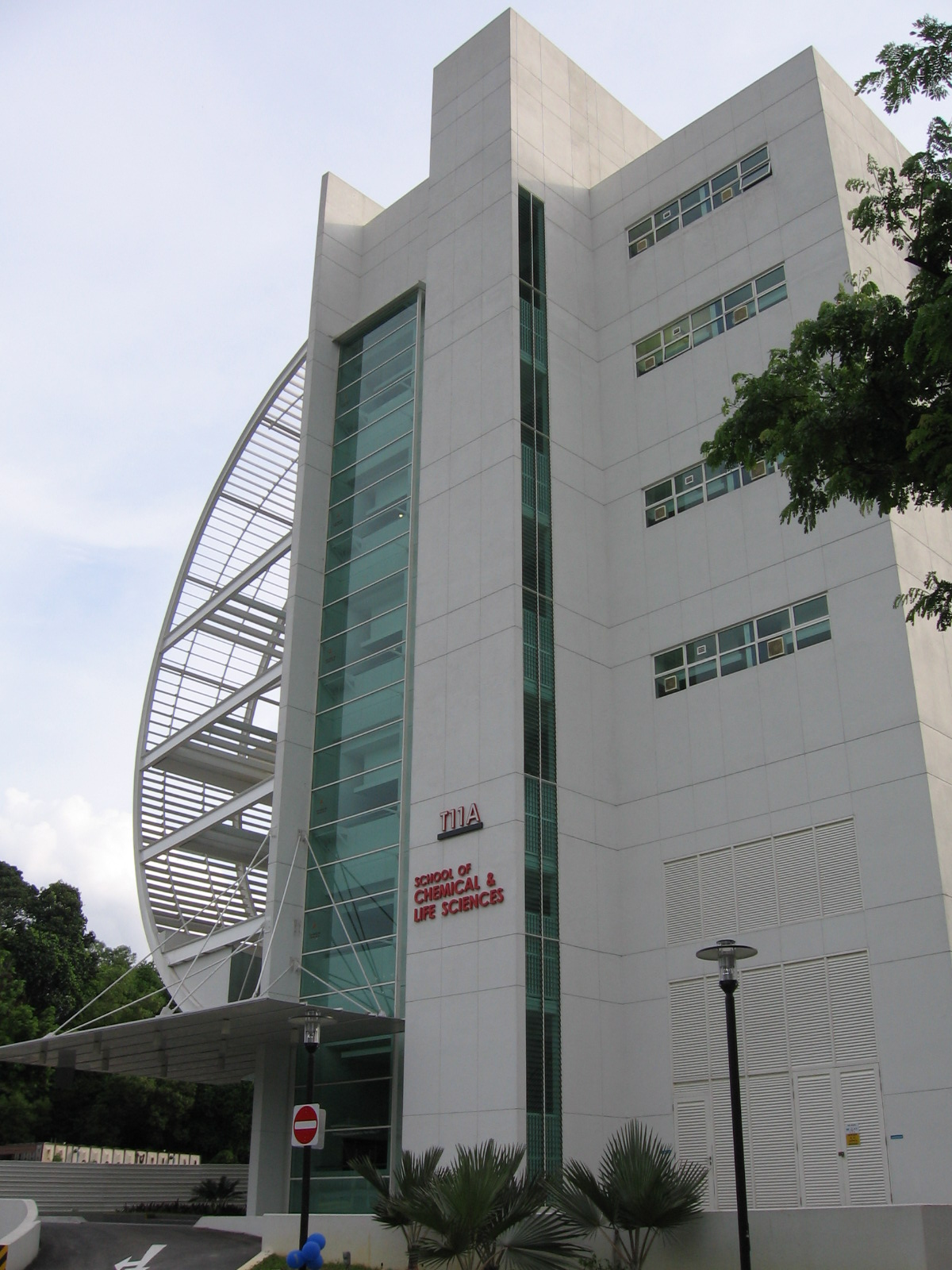
Escola de Ciências Químicas e de Vida

- Diploma em Engenharia Química (DCHE) 
  - Diploma em Tecnologia de Processos Químicos (DCPT)
  - Tecnologia Polymer
  - Tecnlogia Alimentar
- Química Industrial 
  - Diploma em Ciência Bio-Médica (DBS)
  - Tecnologia Médica
- Tecnologia Cardíaca
- Diploma em Optometria (DOPT)

## Escola de Design (SD)
- Diploma em Design Media Criativo (DCMD)
- Diploma em Design e Desenvolvimento de Jogos (DGDD)
- Diploma in Interior Design (DID)
- Diploma in Experience Design (Interaction and Product) (DXDIP)

## School of Electrical & Electronics Engineering (EEE)

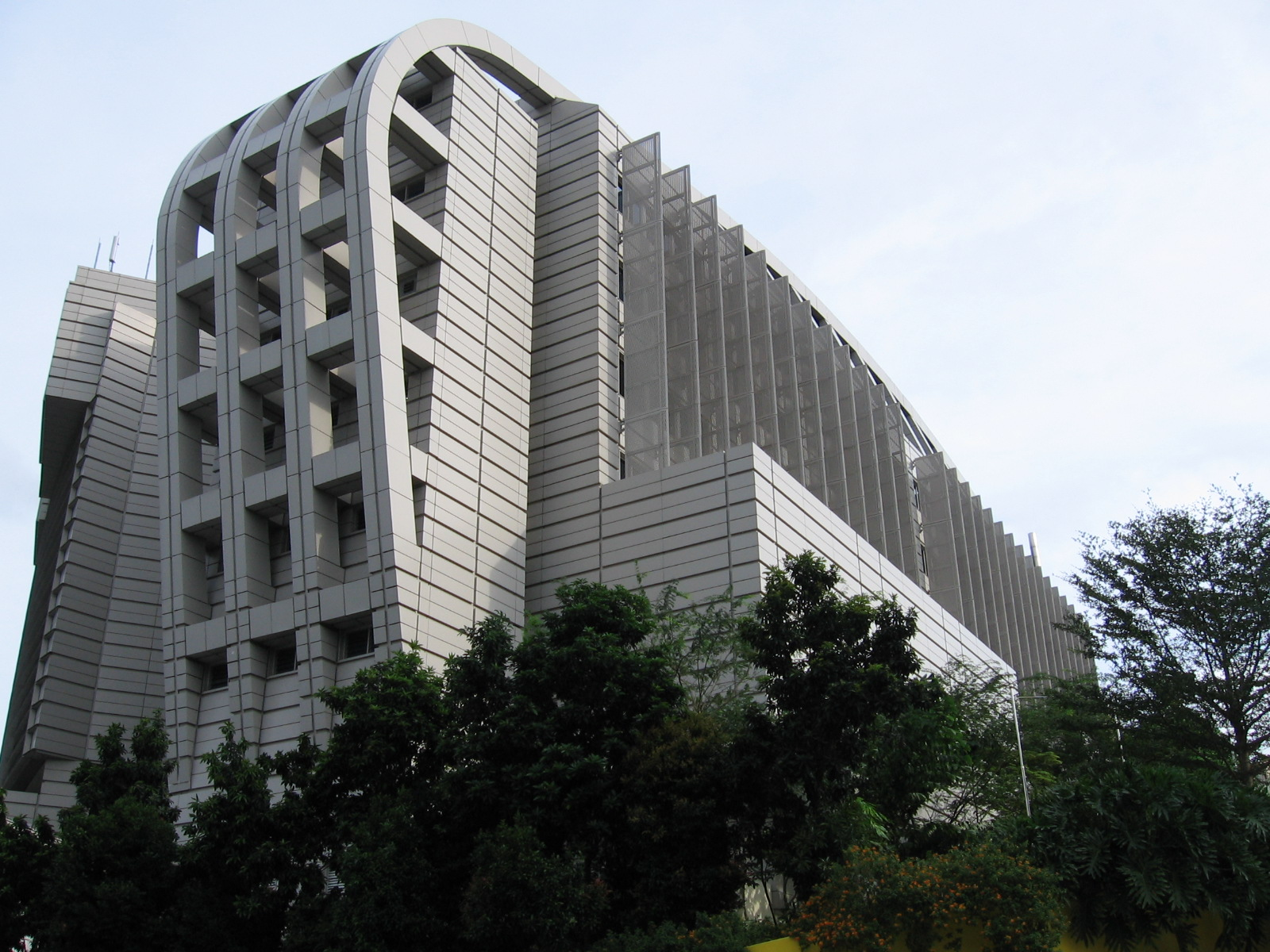
Escola de Engenharia Eléctrica e Electronica

- Escola de Engenharia Eléctrica e Electrónica
  - Diploma em Electrónicas Aeroespaciais (DASE)
- Diploma em Bioelectrónica (DBE)
- Diploma em Energia Limpa (DCEG)
- Diploma em Engenharia Informática (DCPE)
- Diploma em Engenharia Eléctrica e Electrónica (DEEE) 
  - Engenharia Aeroespacial
  - Engenharia Biomédica
  - Negócios
  - Engenharia Electrónica (Controlo)
  - Engenharia Electrónica (Poder)
  - Engenharia Electrónica (Comunicação)
  - Engenharia Electrónica (Computação)
  - Microelectrónicas
  - Design
- Diploma em Engenharia Electrónica e Comunicação (DEC) 
  - Tecnologia de Sistemas de Computador
  - Microelectrónica
  - Telecomunicações
- Diploma em Tecnologia da Informação e Comunicação (DICT) 
  - Serviços de Segurança e Banda Larga
  - Serviços e Tecnologia da Internet

## Escola de Infocomunicação e Media Digital (DMIT)
- Diploma em Tecnologia de Informação (DIT) 
  - Bioinformática
  - Sistemas de Informação
  - Desenvolvimento de Aplicações para Telemóveis
  - Desenvolvimento de Jogos
  - Hospitalidade e Turismo
- Diploma em Tecnologia de Música e Áudio (DMAT)
- Diploma em Media Digital (DDM) 
  - Animação e Vídeo 3D
  - Aplicações Interactivas
- Diploma em Gestão de Segurança de Infocomunicações (DISM)

## Escola de Engenharia Mecânica e de Fabrico (MM)
- Diploma em Engenharia Aeronáutica (DARE)
- Diploma em Engenharia Mecânica (DME) 
  - Engenharia Biomédica
  - Sistemas de Energia
  - Materiais
  - Farmacêuticos
  - Informática
  - Ensino (TF)
  - Empresas, Criaticidade e Inovação (CIE)
- Diploma em Mecatrónica (DMA) 
  - Mecatrónica
  - Ensino (TF)
- Diploma em Bioengenharia (DBEN)
- Diploma Especializado em Aplicações CNC (PSCNC)

## Academia Marítima de Singapura (SMA)
- Diploma em Engenharia Marítima (DMR)
- Diploma em Gestão de Transportação Marítima (DMTM)
- Diploma em Estudos Náuticos (DNS)

## Departamento de Desenvolvimento Educacional e de Staff (ESDD)
A missão do Departamento de Desenvolvimento Educacional e de Staff (ESDD) é melhorar a qualidade do ensino e aprendizagem no Politécnico de Singapura. Este fornece conhecimentos para o desenvolvimento profissional do pessoal docente e auxilia as escolas e os departamentos universitários no desenvolvimento de estratégias para melhorar a qualidade do ensino e da aprendizagem.
As funções chave do departamento incluem encoragamento e levar inovações e iniciativas educacionais, fornecendo consultadoria nas áreas de currículo, ensino, aprendizagem e avaliação, aplicando pesquisas para melhorar o ensino e a aprendizagem, promovendo a pedagogia de PC's portáteis e e-learning, promovendo a aplicação da tecnologia para ensinar e aprender, e fornecendo serviços para suportar a produção de áudio/vídeo e a criação de conteúdos e-learning.

## Escola de Comunicação, Arte e Ciências Sociais (CASS)
A CASS oferece um excelente programa que é especialmente elaborado para alcançar uma óptima mistura de educação académica e vocacional e treinar para preparar os estudantes para cumprir carreiras e uma maior educação nos domínios relacionados com a Comunicação, Arte e Ciências Sociais.

## Instalações
- O Politécnico de Singapura tem 6 Food-Courts, 2 Cafés (1 está actualmente em preparações) e um restaurante.

- O Politécnico de Singapura é um dos poucos Politécnicos que oficialmente atribui sedes a Clubes sob a SAA.

- A sede do SP alumina perto do sítio, contém um ringue de bowling, uma piscina, sala de bilhar, um ginásio e um restaurante que está disponível para o uso dos estudantes.

- O Politécnico de Singapura também tem um jardim infantil com um espaço para o Staff das crianças.

### Desportos
- Um estádio com campo

- Complexo de Natação

- Oito Courtes de Tênis

- 6 Courtes de Badminton

- 2 Ginásios

- 3 Courtes de Basquetebol e 1 Courte de Tênis de Mesa

O bloco Morberly é o bloco mais antigo no Sp. Once, armazéns da armada Britânica, o edifício original foi remodelado para actividades recreativas. Este contém uma mesa de bilhar, um centro de jogo de LAN e consolas, estúdios de mistura, salas de karaoke, salas de estudo, um café e um museu. Está localizado perto dos courtes de basquetebol, do Bloco de Aulas 10 e do Food Court 3.

## Idioma Wikipédia Original
Traduzido da Wikipédia em Inglês